# Bernard Courtois
Bernard Courtois (Digione, 12 febbraio 1777 – Digione, 27 settembre 1838) è stato un chimico francese.

## Studi
Nel 1811 scoprì, attraverso le sue ricerche, l'esistenza dello iodio, e fu il primo scienziato a isolare la morfina, primo alcaloide conosciuto.